# Góra
Góra là một thị trấn thuộc huyện Górowski, tỉnh Dolnośląskie ở miền tây nam Ba Lan. Thị trấn có diện tích 14 km². Đến ngày 1 tháng 1 năm 2011, dân số của thị trấn là 12364 người và mật độ 906 người/km².